# イナキ・サルヴァドール
イナキ・サルヴァドール（Iñaki Salvador、1962年4月10日 - ）は、スペインのバスク系ジャズおよびクラシックのピアニスト、編曲家、作曲家。ピアノ、アコーディオン、ハーモニー、対位法などのバスク古典音楽の研究で知られている。ミケル・ラボアと頻繁にコラボレーションし、アメリカでも共演している。『Maite』（1994年）など、いくつかの映画の音楽を作曲している。

## ディスコグラフィ

### リーダー・アルバム
- Zilbor Hestea (1992年、Elkar)
- Catch (1994年、Elkar) ※with アンジェイ・オレイニチャク
- Novecento - El pianista del océano (2002年、Aztarna)
- 20 años de Altxerri - en directo (2003年) ※with ホルヘ・パルド
- Espacio Abierto (2009年、Quadrant) ※with フランシス・ポーズ、ホセ・バスケス・"ロッパー"
- Te Doy Una Canción (2010年、Vaiven Producciones)